# آلباتروس فلوکتسایک‌ورک

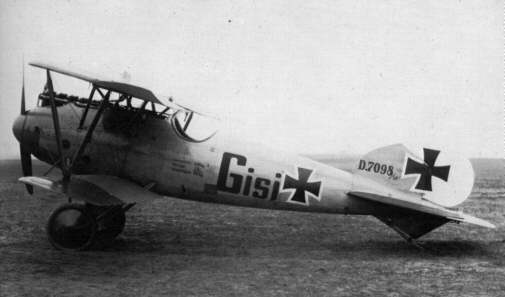
یک فروند آلباتروس D.Va

شرکت آلباتروس فلوکتسایک‌ورک (آلمانی: Albatros Flugzeugwerke GmbH) به معنای کارخانه هواگردسازی آلباتروس، یک شرکت هواگردسازی آلمانی بود که بیشتر به خاطر پشتیبانی نیروی هوایی آلمان و تأمین هواپیماهای آن در زمان جنگ جهانی اول شهرت دارد. این شرکت توانست تعدادی از توانمندترین جنگنده‌های این نبرد را نظیر آلباتروس دی۳ و آلباتروس دی۵ تولید نماید.